# Rachel Rosenthal
Pour les articles homonymes, voir Rosenthal.
Rachel Rosenthal (née le 9 novembre 1926 à Paris et morte le 10 mai 2015 à West Los Angeles) est une artiste contemporaine.

## Biographie
D'origine juive russe, son père Léonard Rosenthal, marchand de pierres et de perles orientales et promoteur des Arcades des Champs Elysées et du Lido, et sa mère Mara Jacoubovitch fuient, pendant la Seconde Guerre mondiale, la France pour Rio de Janeiro, au Brésil, via le Portugal. En avril 1941, sa famille part pour New York, où elle obtient le diplôme de la Fiorello H. LaGuardia High School of Music & Art and Performing Arts et la nationalité américaine. Elle étudie avec Hans Hoffmann, Merce Cunningham, Erwin Piscator et Jean-Louis Barrault.
Un jour à Paris, à la terrasse d'un café, elle se souvient d'une conversation sur l'existentialisme avec Jean-Paul Sartre et Simone de Beauvoir.
En 1960, elle épouse King Moody à Tarzana, Los Angeles. Après avoir fait faillite, en 1981, elle se rase la tête.
En 1991, elle présente son spectacle, Pangaean Dreams,.
Robert Rauschenberg lui rend hommage à travers Tribute 21 attribués à Mikhail Gorbachev, Richard Buckminster Fuller, Toni Morrison, Nelson Mandela et le Dalai Lama. Elle rejoint la série télévisée Frasier (saison 1, épisode 06 : L'épreuve de force) dans le rôle de Martha Paxton.
En 2006, elle participe à l'exposition au Centre Pompidou: Los Angeles 1955-85 organisée par Catherine Grenier,.
En 2007, elle parle de ses relations entre John Cage, Merce Cunningham, Cy Twombly, Jasper Johns et Rauschenberg.
Elle fête son 83e anniversaire à la Track 16 Gallery en 2009, à Los Angeles en vendant 83 portraits la représentant faits par John Baldessari, Ed Ruscha, Robert Rauschenberg, Mike Kelley, and Llyn Foulkes,,.

## Récompenses
- Vesta Award (1983)
- Obie Award (1989)[20]
- Artcore Art Award (1991)
- College Art Association of America Artist Award (1991)
- Women's Caucus for Art Honor Award for Outstanding Achievement in the Arts (1994)
- The Fresno Art Museum's Distinguished Artist Award (1994)
- Genesis Award (1995)
- Certificate of Commendation and Certificate of Commendation from the City of Los Angeles Cultural Affairs Department (1996)
- LA Weekly Theater Award for Career Achievement (1997)

## Télévision
- 1970 : Le Virginien (TV) saison 8 épisode 16 (Nightmare) : Natawista